# إس أو إس

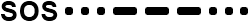

إس أو إس (بالإنجليزية: SOS اختصاراً للجملة Save Our Selves أو Save Our Souls) وتُتَرجم أحياناً «انقذوا أرواحنا أو أنفسنا» هي الكلمات الثلاث كانت ترسل عن طريق شفرة مورس من السفن لطلب الاستغاثة والنجدة ومن ثم اتفق على اختصارها مرة أخرى فأصبحوا يرسلوا الحروف الثلاثة بدل الكلمات الثلاثة كلها.
بتشفير مورس 